# Pélinka
Pour les articles homonymes, voir Pelinka.
Ne doit pas être confondu avec Pélinka-Youmboura.
Pélinka est une localité située dans le département de Gbomblora de la province du Poni dans la région Sud-Ouest au Burkina Faso.

## Santé et éducation
Le centre de soins le plus proche de Pélinka est le centre de santé et de promotion sociale (CSPS) de Gbomblora tandis que le centre hospitalier régional (CHR) de la province se trouve à Gaoua.